# Suzowate
Suzowate (Platanistidae) – rodzina wodnych ssaków z infrarzędu zębowców (Odontoceti) w obrębie podrzędu waleni (Cetacea). W odróżnieniu od większości delfinów żyją w wodach o niskim zasoleniu, jak rzeki i jeziora, czasami w głębi lądu.

## Systematyka
Do rodziny Platanistidae należy jeden występujący współcześnie rodzaj:
- Platanista Wagler, 1830 – suzu

oraz rodzaje wymarłe:
- Araeodelphis R. Kellogg, 1957[11] – jedynym przedstawicielem był Araeodelphis natator R. Kellogg, 1957
- Dilophodelphis Boersma, McMurry & Pyenson, 2017[12] – jedynym przedstawicielem był Dilophodelphis fordycei Boersma, McCurry & Pyenson, 2017
- Pachyacanthus J.F. von Brandt, 1871[13] – jedynym przedstawicielem był Pachyacanthus suessii J.F. von Brandt, 1871
- Pomatodelphis G.M. Allen, 1921[14]
- Prepomatodelphis L.G. Barnes, 2006[7] – jedynym przedstawicielem był Prepomatodelphis korneuburgensis L.G. Barnes, 2002
- Zarhachis Cope, 1868[15]